# Giovanna d'Arco (miniserie televisiva)
Giovanna d'Arco (Joan of Arc) è una miniserie televisiva statunitense-canadese realizzata nel 1999 da Christian Duguay.
L'opera, molto completa (dalla nascita alla morte di Giovanna), non avanza pretese di storicità, né ipotesi razionali; non aggiunge molti elementi fittizi alla storia ma si appoggia ampiamente su alcuni scritti e li rispetta abbastanza fedelmente.
Non presenta alternative contro la sincerità delle parole di Giovanna d'Arco; ne restituisce un'immagine semplice e posata: una ragazza pia, coraggiosa e carismatica.
Il film ha scelto di omettere alcuni dettagli, come gli esami sostenuti da Giovanna ed alcuni personaggi (Gilles de Rais, Dunois, Xaintrailles...) e d'insistere sulla caratterizzazione dei personaggi che figurano nella pellicola al fine di renderli immediatamente riconoscibili, più vividi, accattivanti o detestabili.
Non si tratta quindi d'un film-documentario come Giovanna d'Arco di Jacques Rivette, benché quest'opera narri numerosi dettagli storici, sebbene gli stessi non si basino interamente sulle fonti scritte (la cattura di Giovanna, ad esempio).
Nel finale, malgrado la storia romanzata, l'opera offre un'immagine senza infiorettature e abbastanza credibile della storia ufficiale di Giovanna (una Giovanna ed una storia che “mantengono la giusta rotta”, in qualche misura).

## Trama
Come introduzione si può leggere una profezia di Merlino nella quale si annuncia che una pulzella avrebbe liberato la Francia.
La pellicola comincia con il parto di Isabelle Romée e la nascita di Giovanna (1412), immediatamente seguita da un attacco contro Domrémy effettuato dai Borgognoni. Gli abitanti si rifugiano in un forte in rovina (la roccaforte di Neufchâteau ?)
Dieci anni più tardi (1422), durante una messa cui assiste con la famiglia, Giovanna sente delle voci che perdureranno anche una volta che sarà rimasta sola nella chiesa; dopo questo fatto, la ragazza ha un colloquio con il parroco, che ammira la sua fede infantile. Egli le parla della situazione della Francia.
Sette anni più tardi (1429), in occasione di una visita alla chiesa e d'una discussione con il parroco, nel quale la ragazza gli rivela il segreto delle sue Voci, ha luogo un secondo attacco dei Borgognoni. Una volta ancora gli abitanti si rifugiano al castello ma Giovanna perde il suo migliore amico che, cieco, è rimasto a Domrémy. Implorando il Cielo, Giovanna riceve un chiaro messaggio sotto una pioggia battente. Partiti i Borgognoni, gli abitanti ritornano a Domrémy; il capitano di Vaucouleurs, Robert de Baudricourt, arriva con alcuni soldati. Giovanna si nasconde allora in un carro che il capitano afferma esser destinato al Delfino, a Chinon, dopo essersi confessata al curato. Ma il carro arriva alla piazzaforte di Vaucouleurs. 
Giovanna, presentata da un ironico Jean de Metz, incontra il capitano, che non la prende sul serio. Allontanata, Giovanna compie meraviglie a Vaucouleurs. Robert de Baudricourt quindi la convoca e l'invia a cavallo a Chinon, scortata da Jean de Metz e Bertrand de Poulengy.
Aggirando Orléans assediata, si ferma in un villaggio in cui, in una cappella, trova una spada con cinque croci. Jean de Metz cambia allora il proprio atteggiamento nei suoi confronti. Giovanna si taglia i capelli specchiandosi nell'acqua di un ruscello. Arrivata a Chinon, incontra un Delfino disperato e mal consigliato, al quale confida, privatamente, il suo messaggio, dopo averlo riconosciuto in mezzo alla folla; per cui la ragazza è inviata a Poitiers per essere esaminata.
Giovanna, vestita l'armatura, raggiunge l'esercito e subito si reca presso l'armata posta a difesa d'Orléans. Tutti i soldati già la acclamano, tranne La Hire che, per tutta la durata dell'opera, resterà scettico riguardo alle voci di Giovanna, senza tuttavia mai deriderla. È Giovanna che prepara il piano d'assalto alle Tourelles, non senza offrire un'opportunità agli Inglesi di ritirarsi senza combattere. La Hire, colpito dal buon cuore di Giovanna, le racconta la disfatta di Azincourt alla quale egli ha partecipato e, l'indomani, le mostra gli Inglesi che, come prevedeva, sono decisi a difendere la fortezza.
Durante il primo assalto, Giovanna è ferita da una freccia alla spalla, tra l'entusiasmo degli Inglesi che la credono morta. La ragazza domanda allora perché l'esercito si ritiri. Mentre le viene estratto il dardo dalle carni, ha una visione. Una volta che l'operazione è conclusa, domanda all'esercito di rinnovare l'attacco e lei stessa vi partecipa, di nuovo. Gli Inglesi, questa volta, sono spaventati. Dopo aver salvato La Hire (che le rimprovererà d'aver così intaccato il suo onore) la ragazza guida l'esercito alla presa, vittoriosa, delle Tourelles.
Il Delfino è incoronato a Reims e Giovanna d'Arco è al suo fianco. Dopo la consacrazione, Pierre Cauchon, che Giovanna ha già incontrato al castello di Chinon, ha una lunga conversazione con lei.
Fine della prima parte; riassunto della trama incompiuto.

## Confronto tra il soggetto e la Storia
- Nella pellicola sono mostrati due assalti a Domrémy ad opera dei Borgognoni, uno alla nascita di Giovanna e un altro 17 anni più tardi. Durante gli assalti, gli abitanti del paese si rifugiano in alcune rovine vicine a Domrémy. Storicamente, Domrémy è stata effettivamente attaccata due volte dai Borgognoni, essendo il villaggio prossimo delle terre borgognone. Gli abitanti si sono rifugiati a Neufchâteau. È possibile che il castello della città di Neufchâteau, costruito intorno all'anno 1000, fosse già in rovina nel XV secolo.
- Nell'opera, le Voci si manifestano la prima volta quando Giovanna ha dieci anni. Storicamente, appaiono a partire dai 13 anni di Giovanna. Vero è che, nonostante sia fortemente sconsigliato il digiuno ai giovani (sinché non siano almeno adolescenti), Giovanna osservava spesso il digiuno (per motivi religiosi).
- Nell'opera, è il padre di Giovanna, Jacques, che ordina agli abitanti di rifugiarsi nel forte e che prende la parola quando il villaggio vicino richiede vettovaglie. In effetti, Jacques d'Arc era il decano di Domrémy (una sorta di sindaco).
- Nell'opera, Giovanna incontra due volte Robert de Baudricourt. Contrariamente a quanto storicamente accertato, tra i due incontri rimane a Vaucouleurs, né vi è mai condotta dallo zio Durand Laxart. Anzi, quest'ultimo personaggio non compare neppure.
- Nell'opera, l'arcivescovo Pierre Cauchon dice al Delfino che Giovanna lo riconoscerà immediatamente tra la folla per il suo aspetto giovanile. È storicamente credibile, cronologicamente.
- Nell'opera, Carlo VII è un miscredente della peggior specie, da re quanto da Delfino. È machiavellico, ingannatore, traditore, vile, ingrato, per nulla ingenuo. Non crederà mai alle Voci di Giovanna d'Arco ma al suo carisma ed alla sua intelligenza sì, e dunque alla sua capacità di recitare la parte della pulzella (d'altronde, dice a Giovanna che non è la prima pulzella a presentarglisi – cosa che non è storicamente falsa) per restituire coraggio all'esercito francese. Durante un colloquio con Giovanna, le dice che niente l'obbliga a soccorrere gli abitanti di Compiègne (dove Giovanna si farà catturare dai Borgognoni), senza dubbio per lavarsi le mani della sua sorte, prima di tradirla. Storicamente, il re non ha effettivamente tentato nulla in favore di Giovanna d'Arco, anche se in seguito ha intrapreso grandi riforme, e riabilitato Giovanna.
- Nell'opera, il duce di Bedford rimprovera a Filippo il Buono d'aver distolto le sue truppe dall'assedio d'Orléans per una questione di soldi, cosa che si è realmente verificata poco prima della presa delle Tourelles da parte dell'esercito francese guidato da Giovanna d'Arco. Non vi sarebbero stati più che pochi Inglesi dispiegati a Orléans. È un fatto che spiega la rapida presa delle Tourelles al momento dell'arrivo di Giovanna ad Orléans assediata.
- Nell'opera, in una cappella (che storicamente si trova a Sainte-Catherine-de-Fierbois), è Giovanna stessa a scoprire una spada ornata da cinque croci. Storicamente, chiese a dei soldati di dissotterrarne una, quella che si diceva appartenuta a Carlo Martello.
- La nobilitazione di Giovanna d'Arco è realmente avvenuta come descritto nell'opera (così come l'esenzione delle imposte per Domrémy, privilegio che perdurerà sino al 1571 e, per il vicino villaggio di Greux, sino al 1766). Carlo VII chiama Giovanna con il suo cognome (D'Arc). Nel 1614, Luigi XIII (1610-1643) revocherà il titolo di nobiltà alla famiglia D'Arc.
- Nell'opera, a Compiègne, Giovanna si lascia catturare facilmente dai Borgognoni in un momento in cui è in pieno disaccordo con i suoi compagni d'arme. In realtà è stata catturata in una battaglia contro i Borgognoni quando il suo esercito, ritirandosi, si trovò davanti a una porta chiusa (cfr. il film Giovanna d'Arco di Luc Besson). È probabilmente questa porta che ha segnato il destino di Giovanna; è dunque un dettaglio molto importante quello che lo sceneggiatore ha scelto di cambiare.
- Prima dell'abiura di Giovanna, in carcere, Jean de Metz le dice che il suo esercito sta per liberarla, ma alla fine arriva troppo tardi. In realtà, da tempo non vi è traccia di Jean de Metz, ma una compagnia fedele a Giovanna e comandata da La Hire ha effettivamente tentato di attaccare Rouen (una compagnia si era installata a Louviers), ma il solo risultato è stato la cattura del comandante, tradito da alcuni Borgognoni.

Da queste considerazioni si può affermare che la pellicola è molto ben documentata ma che lo sceneggiatore si è preso delle libertà sia per ricostruire periodi oscuri, sia per evitare ripetizioni, per rendere certi eventi più miracolosi, più vividi, più drammatici...
Oltre alle considerazioni sugli eventi, occorre notare che numerosi personaggi reali, assenti o ben poco presenti in altre produzioni cinematografiche o televisive su Giovanna d'Arco (escludendo i documentari) sono significativamente caratterizzati in questa. In ordine di apparizione:
- Jacques d'Arc, padre di Giovanna
- Isabelle d'Arc (nota anche come Isabelle Romée, Isabelle de Vouton), madre di Giovanna
- Robert de Baudricourt, capitano di Vaucouleurs
- Jean de Metz, soldato
- Bertrand de Poulengy, soldato
- Carlo VII, Delfino, poi re di Francia
- Pierre Cauchon, vescovo
- La Hire, compagno d'armi di Giovanna
- Pierre d'Arc, fratello di Giovanna
- Jeanne de Luxembourg, zia del duca di Lussemburgo
- Jean Lemaistre, vicario dell'Inquisizione a Rouen
- Jean d'Estivet, canonico